# محمدعلی پرتوی
محمدعلی پرتوی (زادهٔ ۱۳۳۲ در بانه) نمایندهٔ حوزهٔ انتخابیهٔ سردشت و پیرانشهر در دورهٔ هشتم مجلس شورای اسلامی بوده است. وی پیش‌تر در دورهٔ سوم و چهارم نیز عضو این مجلس از سقز و بانه بوده است.